# Sofia Svensson
Sofia Mathilda Svensson, även kallad Röda Sofia, född 11 november 1873 i Tvååkers församling, Hallands län, död 8 juli 1923 i Göteborgs Annedals församling, Göteborg, var en svensk lärare och politiker (kommunist).

## Biografi
Svensson tog småskollärarexamen i Halmstad 1893, folkskollärarexamen i Skara 1903 och blev behörig för ordinarie anställning i högre folkskola 1916. Åren 1894–1899 var hon biträdande lärarinna i Rolfstorp, 1905–1907 ordinarie i Karlstad 1905–1907 och 1907–1923 i Göteborg. 
Sofia Svensson var även socialt, fackligt och politiskt aktiv. År 1922 invaldes hon i Göteborgs stadsfullmäktige, för kommunistiska arbetarekommunen. Därmed blev hon den första kommunist att väljas in. Därefter tillkom Martin Andersson och Viktor Svensson. Först blev hon kretsombud för barnavårdsnämnden, sedermera utsågs hon till barnavårdsman. 
I samband med 70-årsminnet av Vänsterpartiet 1987 framträdde en kvinnlig sånggrupp under namnet Herr Sofia. Sångspelet man framförde var uppbyggt av samtida arbetarsånger kring en berättelse om Sofia Svensson.